# Rhagastis olivacea
Rhagastis olivacea là một loài bướm đêm thuộc họ Sphingidae. Nó được tìm thấy ở tây bắc Ấn Độ across Nepal, miền bắc Myanmar, miền bắc Thái Lan và miền nam Trung Quốc tới miền bắc Việt Nam.
Sải cánh dài 72–92 mm.
Ấu trùng được ghi nhận ăn các loài Impatiens ở Ấn Độ.